# Ursäkta, vad är klockan?
Ursäkta, vad är klockan? (engelska: Clockwise) är en brittisk komedifilm från 1986 i regi av Christopher Morahan. I huvudrollen ses John Cleese.

## Handling
Skolrektorn Brian Stimpson missar sitt tåg på väg till en konferens där han ska hålla öppningsanförandet. Med sin sjukliga punktlighetsnoja börjar han kampen för att nå sitt resmål i tid, och då är alla medel tillåtna, åtminstone enligt honom själv.

## Rollista i urval
- John Cleese – Brian Stimpson
- Penelope Wilton – Pat
- Alison Steadman – Gwenda Stimpson
- Stephen Moore – Mr. Jolly
- Sharon Maiden – Laura Wisely
- Penny Leatherbarrow – lärare
- Howard Lloyd-Lewis – Ted
- Jonathan Bowater – Clint
- Mark Burdis – Glen Scully
- Nadia Sawalha – Mandy Kostakis
- Chip Sweeney – Paul Stimpson
- Joan Hickson – Mrs. Trellis
- Constance Chapman – Mrs. Wheel
- Ann Way – Mrs. Way
- Pat Keen – Mrs. Wisely
- Geoffrey Hutchings – Mr. Wisely
- Geoffrey Greenhill – polis med Mrs Wheel
- Charles Bartholomew – man i telefonkiosk
- Sheila Keith – Pats mamma
- Tony Haygarth – Ivan med traktorn
- Michael Aldridge – klosterföreståndare
- Ronald Sowton – munk
- Alan Granton – munk
- Benjamin Whitrow – rektor
- Geoffrey Palmer – rektor